# 度伐利尤单抗
度伐利尤单抗（Durvalumab ，商品名Imfinzi，中文商品名英飞凡）是一种用于治疗癌症的完全人源化抗PD-L1单克隆抗体。该药由阿斯利康全资子公司MedImmune研发。 它是一种人类免疫球蛋白G1κ（IgG1κ）单克隆抗体，可阻断PD-L1与PD-1（CD279）。

## 临床应用
FDA已批准度伐利尤单抗用于某些类型的膀胱癌和肺癌：
- 用于铂类化疗失败后的晚期或转移性膀胱癌的治疗。
- 用于铂类化疗联合放疗失败的III期非小细胞肺癌的治疗。
- 与依托泊苷和卡铂或顺铂联合使用，用于晚期小细胞肺癌的一线治疗。

NMPA于2019年12月批准该药用于铂类化疗联合放疗失败的III期非小细胞肺癌的治疗。

## 临床试验
度伐利尤单抗的ⅠB期临床试验结果表明该药对非小细胞肺癌（NSCLC）具有抑制作用，该药另一项关于晚期转移性膀胱癌适应症的Ⅰ期临床试验则被FDA纳入快速审批通道。度伐利尤单抗联合吉非替尼治疗小细胞肺癌的Ⅰ期临床试验结果表明该联合用药方案具有很好的疗效。目前，该药正在进行一项与TLR 7/8激动剂（MEDI 9197）联合治疗实体瘤的Ⅰ期临床试验以及一项与HPV疫苗（MEDI 0457）联合治疗HPV相关的复发/转移性头颈癌的Ⅱ期临床试验。
2017年7月，阿斯利康宣布，度伐利尤单抗用于非小细胞肺癌一线治疗的Ⅲ期临床试验未能达到预期终点。 
2017年11月，Ⅲ期双盲临床试验表明了度伐利尤单抗对III期非小细胞肺癌具有一定疗效。